# Franciabigio
Francesco di Cristofano, detto il Franciabigio (Firenze, 30 gennaio 1484 – Firenze, 14 gennaio 1525), è stato un pittore italiano.

## Biografia

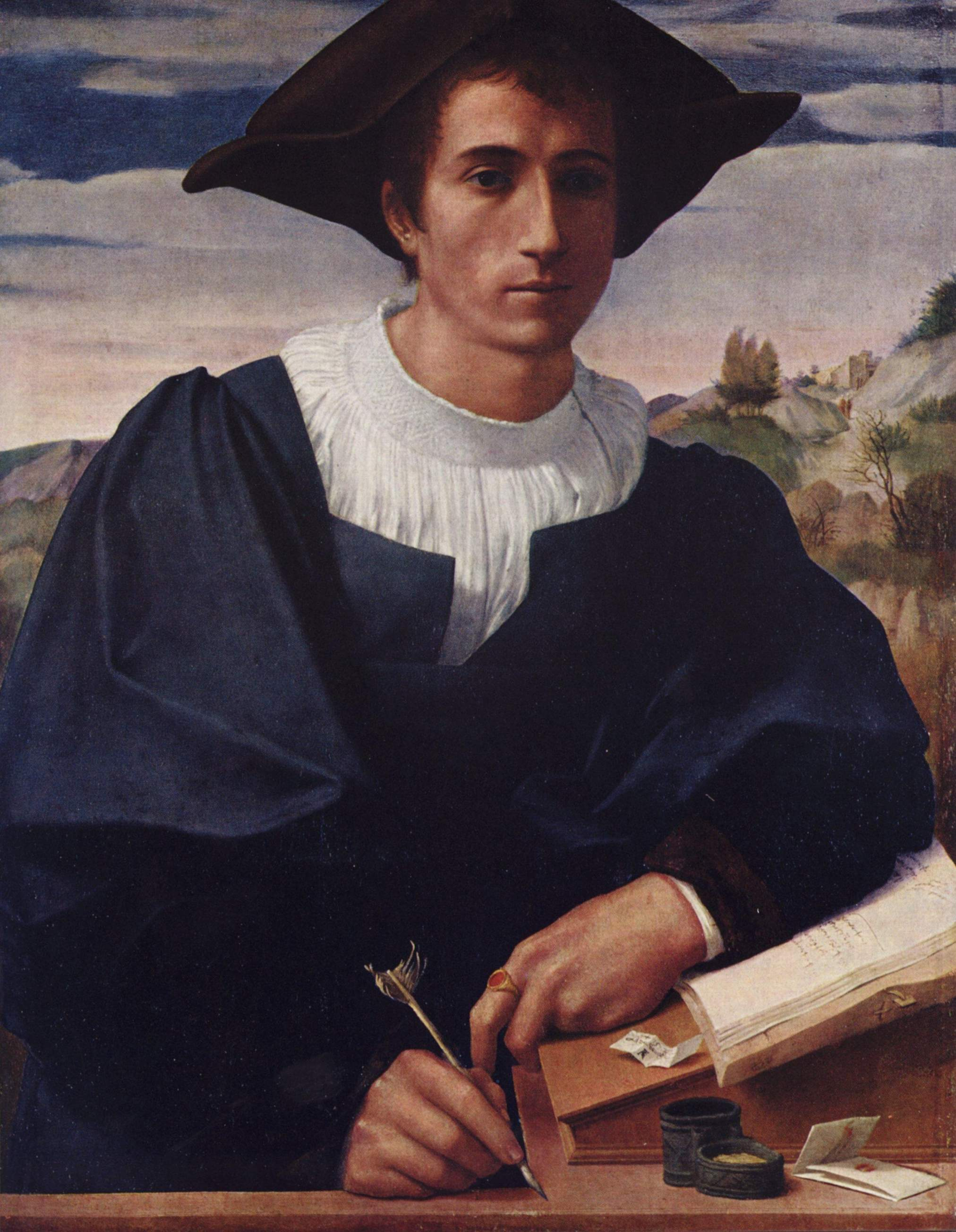
Ritratto di giovane allo scrittorio, Berlino

Il suo soprannome si ritiene derivato dal maestro che lo avrebbe iniziato all'oreficeria oppure da un'abbreviazione del suo nome di battesimo.
La sua breve carriera artistica si svolse interamente a Firenze, dove si mise in luce soprattutto come ritrattista. Allievo di Mariotto Albertinelli, avvertì l'influsso di Raffaello e soprattutto di Andrea del Sarto, con il quale collaborò a partire dal 1510. I dipinti del secondo decennio del XVI secolo sono caratterizzati da semplificazioni compositive di retaggio quattrocentesco, ravvivate tuttavia dalla concretezza dei dettagli (affresco dell'Ultima Cena, 1514, Convento della Calza, Firenze; Madonna tra i santi Francesco e Giobbe, 1516, Galleria degli Uffizi, Firenze).
Completato entro 1516 il ciclo di affreschi di Andrea del Sarto nel Chiostrino dei Voti (con lo Sposalizio della Vergine), dopo un viaggio a Roma, che lo portò a contatto con le opere della maturità dei grandi maestri Raffaello e Michelangelo, Franciabigio accentuò la pienezza rinascimentale delle figure e la complessità degli schemi compositivi, come nel Trionfo di Cicerone affrescato nel 1521 nella villa di Poggio a Caiano.
Di eccellente qualità sono soprattutto i ritratti, in particolare quelli tardi, dove le figure, emergendo in tralice da fondali ombrosi, sporgono i volti in una luce che ne svela la fisionomia, ma anche la tensione psicologica (Ritratto del fattore di Pier Francesco de' Medici, Hampton Court, Londra).
Altre opere importanti un'Annunciazione, la Madonna del Pozzo, le Storie di san Giovanni.
Fu sepolto nella Chiesa di San Pancrazio (Firenze).

## Opere principali

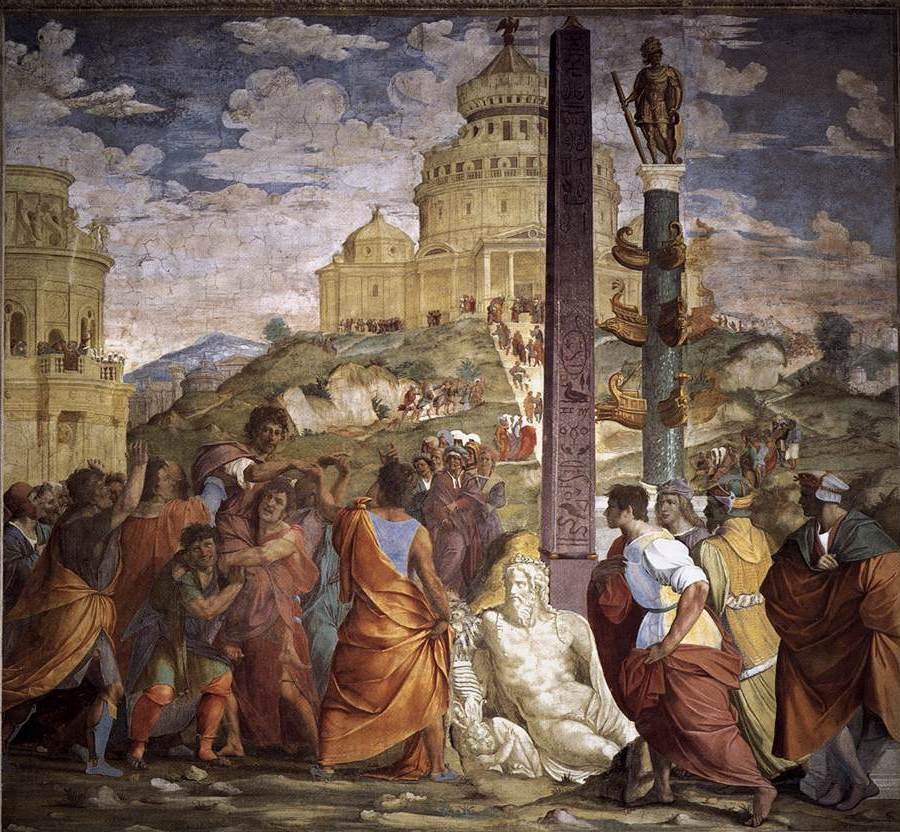
Trionfo di Cicerone, 1521

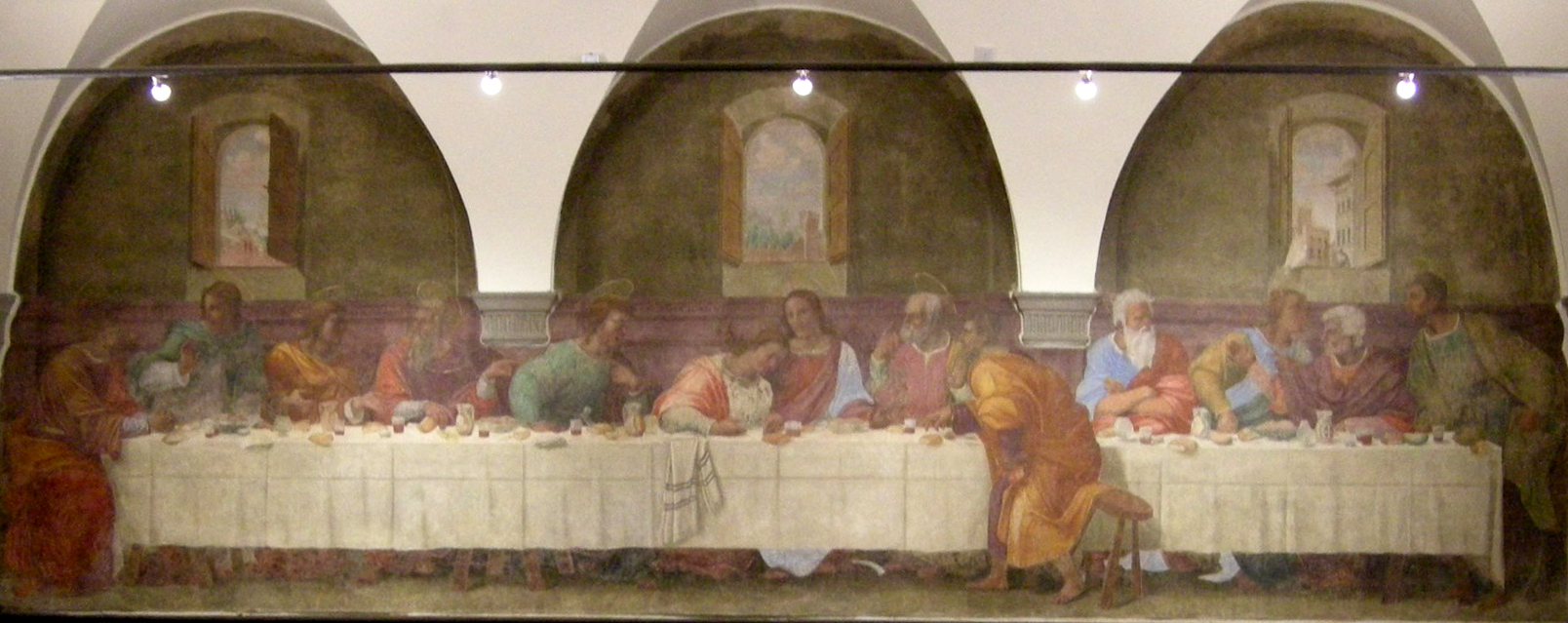
Il Cenacolo della Calza, 1514

- Madonna col Bambino e san Giovannino, 1506 circa, olio su tavola, diametro 58 cm, Firenze, Cenacolo di Fuligno
- Adorazione dei pastori, 1510, affresco staccato, 261x220 cm, Firenze, Museo del Cenacolo di San Salvi
- Madonna col Bambino, 1510 circa, olio su tavola, 85,1x67,3 cm, Birmingham (Alabama), Birmingham Museum of Art
- Ritratto d'uomo, 1510 circa, olio su tavola, 76x60 cm, Parigi, Louvre
- Madonna col Bambino e san Giovannino, 1510-1513 circa, olio su tavola, 89x69 cm, Pinacoteca Nazionale di Bologna
- Madonna col Bambino e san Giovannino, 1510-1520 circa, olio su tavola, diametro 58 cm, Firenze, Cenacolo di Fuligno
- Tabernacolo con crocifissione, dolenti e santi, 1512 circa, affresco, Rovezzano (Firenze)
- Sposalizio della Vergine, 1513, affresco, Firenze, basilica della Santissima Annunziata, Chiostrino dei Voti
- Calunnia di Apelle, 1513 circa, olio su tavola, 37,6x48 cm, Firenze, Galleria Palatina
- Madonna col Bambino, 1514 circa, olio su tavola, 93x68 cm, San Pietroburgo, Ermitage
- Ultima Cena, 1514, affresco, Firenze, Convento della Calza
- Ritratto virile, 1514, olio su tavola, 60x47 cm, Firenze, Galleria degli Uffizi
- Ritratto di un cavaliere di Rodi, 1514, olio su tavola, 60,3x45,7 cm, Londra, National Gallery
- Angelo, 1515, olio su tavola, 118x53 cm, Firenze, basilica di Santo Spirito
- Angelo reggilibro, 1515, olio su tavola, 119x55 cm, Firenze, basilica di Santo Spirito
- Sacra Famiglia, 1515-1520 circa, olio su tavola, 108x87 cm, Vienna, Kunsthistorisches Museum
- Madonna col Bambino tra i santi Giovanni Battista e Giobbe, 1516, Firenze, Museo del Cenacolo di San Salvi
- Icaro, 1516 circa, olio su tavola, 31x24 cm, Firenze, Palazzo Davanzati
- Ritratto di un gioielliere, 1516, olio su tavola, 69,5x51,6 cm, Princeton, Princeton University Art Museum
- Sacra Famiglia con san Giovannino, 1516 circa, olio su tavola, diametro 97 cm, Firenze, Galleria dell'Accademia
- Autoritratto, 1516 circa, olio su tavola, 57,8x44,4 cm, New York, Hunter College
- Madonna del pozzo, 1517-1518 circa, tempera su tavola, 106x81 cm, Firenze, Galleria degli Uffizi
- Madonna del pozzo, 1516-1520 circa, olio su tavola, 144x88,5 cm, Vienna, Kunsthistorisches Museum
- Ritratto d'uomo, 1517, olio su tela, 55x40 cm, Vienna, Liechtenstein Museum
- Benedizione di san Giovannino che parte per il deserto, 1518-1519, affresco a monocromo, Firenze, Chiostro dello Scalzo
- Incontro di Cristo e san Giovannino, 1518-1519, affresco a monocromo, Firenze, Chiostro dello Scalzo
- Madonna col Bambino e san Giovannino, 1518-1524 circa, olio su tavola, Vienna, Liechtenstein Museum
- Trionfo di Cicerone, 1520 circa, affresco, 580x530 cm, Poggio a Caiano, Villa medicea
- Ritratto di giovane, 1520 circa, olio su tavola, 79,1x60,8 cm, Tulsa, Philbrook Museum of Art
- Uomo con la lettera, 1520 circa, olio su tavola, collezione privata
- Noli me tangere, 1520-1525 circa, affresco staccato, Firenze, Museo del Cenacolo di San Salvi
- Ritratto d'uomo, 1522, olio su tavola, 76x61 cm, Berlino, Gemäldegalerie
- Betsabea al bagno, 1523, olio su tavola, 86x172 cm, Dresda, Gemäldegalerie